# Amira Mohamed Ali
Amira Mohamed Ali (in arabo أميرة محمد علي‎?; Amburgo, 16 gennaio 1980) è una politica tedesca, cofondatrice e co-leader del partito BSW (Bündnis Sahra Wagenknecht) dall'ottobre 2023 insieme a Sahra Wagenknecht. In passato ha fatto parte di Die Linke e, a partire 12 novembre 2019 all'ottobre 2023, è stata insieme a Dietmar Bartsch vice-presidente parlamentare dello stesso organo..
Dal 2017 è deputata al Bundestag, il parlamento federale tedesco. Conferma il proprio seggio nel 2021. Non viene rieletta alle elezioni del febbraio 2025, per il mancato raggiungimento della soglia di sbarramento della lista BSW.